# Thierry Vandal
Thierry Vandal (Iserlohn (Allemagne de l'Ouest), 1961 - ) est un ingénieur, homme d'affaires et gestionnaire québécois. Il a été le président-directeur général d'Hydro-Québec de 2005 à 2015.

## Biographie

### Parcours personnel
Né à Iserlohn (Allemagne de l'Ouest) en 1961, Thierry Vandal grandit dans une famille de militaire. Il déménage souvent pendant sa jeunesse et vit successivement à Paris, Winnipeg, Ottawa, Québec, puis Montréal. Inscrit au Collège Notre-Dame, un établissement privé de l'ouest de Montréal, il consacre une partie de son temps à la pratique de différents sports, dont le judo, le hockey, le volleyball, le ballon-balai, la balle-molle, le lancer du marteau et du javelot. À l'adolescence, il occupe des postes sur des chantiers de construction de lignes de transport d'électricité à la Baie-James. Son travail consiste à planter des piquets et à défricher les emprises pour préparer la mise en place des lignes.
Thierry Vandal est diplômé en génie civil de l'École polytechnique de Montréal depuis 1982 et est détenteur d'un MBA depuis 1995 de l'École des hautes études commerciales,. Actif en politique, il préside la Commission politique du Parti libéral du Québec, où il entretient des rapports privilégiés avec le premier ministre Robert Bourassa.

### Parcours professionnel
Thierry Vandal travaille, de 1982 à 1988, dans l'industrie pétrolière (Shell Canada), de 1988 à 1991, en pétrochimie chez Kemtec, une filiale de SNC-Lavalin et, de 1992 à 1996, comme directeur de la planification stratégique chez le distributeur de gaz naturel Gaz Métropolitain, où il fait la rencontre d'André Caillé, qui le convainc de le suivre lorsque ce dernier prendra la direction d'Hydro-Québec en 1996.

#### Hydro-Québec
Vandal devient vice-président à la planification stratégique et au développement des affaires d'Hydro-Québec en novembre 1996. En 1999, il met en place les opérations de courtage en électricité qui permettent à Hydro-Québec de vendre de l'électricité à prix élevé le jour et d'acheter la nuit, quand le prix est bas, pour gonfler le niveau des réservoirs de l'entreprise,. 
En 2001, André Caillé lui confie la direction de la division production de la société d'État, la plus rentable et la seule division de l'entreprise dont les activités ne sont pas réglementées par la Régie de l'énergie. À ce titre, il est responsable de la mise en œuvre du développement de nouvelles installations de production, une approche de «portefeuille» de nouvelles centrales hydroélectriques de taille moyenne, plutôt que le développement d'un seul mégaprojet. 
En 2002, Thierry Vandal participe au comité de médiationqui a conduit à la conclusion des conventions Boumhounan et Nadoshtin par Hydro-Québec et les Cris du Québec à la suite de la signature de la Paix des Braves.
Depuis le 20 octobre 2003, Thierry Vandal est président du conseil d’administration de la Société d'énergie de la Baie James. 
À titre de président d'Hydro-Québec Production, M. Vandal se fait le promoteur de la construction d'une centrale thermique au gaz naturel à cycle combiné de 836 MW près de Beauharnois, en vue d'alimenter le marché américain. Le projet de centrale du Suroît se heurte à une opinion publique hostile. Le projet est abandonné par Hydro-Québec et le gouvernement en novembre 2004.
Il succède à André Caillé et devient président et directeur général d'Hydro-Québec le 6 avril 2005,.
Depuis 2005, il représente Hydro-Québec au sein du Partenariat mondial pour l’électricité durable (anciennement l’e8).
Sous la gouverne de Thierry Vandal, les orientations d’Hydro-Québec sont l’efficacité énergétique, les énergies renouvelables et l’innovation technologique comme l’indique le Plan stratégique 2009-2013 de l’entreprise.
Hydro-Québec poursuit les travaux de réalisation du projet de l’Eastmain-1-A–Sarcelle–Rupert et lance le projet de la Romaine. Hydro-Québec Distribution commence aussi à acheter sous contrat de l’énergie éolienne à la suite d’appels d’offres afin de gérer les besoins en électricité. 
Durant la même période, accroître les exportations d’électricité est une des priorités de l’entreprise. En 2011, on assiste notamment à la signature d’un contrat d’approvisionnement d’électricité de 26 ans entre le Vermont et Hydro-Québec. 
L’électrification des transports fait aussi partie des priorités de l’entreprise sous la direction de Thierry Vandal. On inaugure notamment, le 30 mars 2012, le Circuit électrique, premier réseau de bornes de recharge publiques pour véhicules électriques du Québec et du Canada.
Il démissionne d'Hydro-Québec le 30 janvier 2015.

##### Controverse autour des dons d'Hydro-Québec à certaines écoles privées
En tant que président du conseil d'administration du Collège Notre-Dame de Montréal, il a décidé de demander à Hydro-Québec de verser 250 000 $ à cette école en 2009. Il demanda aussi à Hydro-Québec de verser 200 000 $ au Collège Jean-de-Brébeuf de Montréal, une autre institution privée, où il fait ses études. Le Québec subventionnant déjà largement ces écoles privées, ces décisions unilatérales ont causé une vive polémique. On reproche également à M. Vandal d'avoir augmenté les tarifs d'Hydro-Québec.
Thierry Vandal n'occupait aucun rôle ou fonction à Brébeuf, il fut en revanche président du conseil d'administration de Notre-Dame, les deux entités ayant demandé les dons.  
Hydro-Québec a adopté une Politique d'octroi des dons et commandites et n’accepte plus de demande de don ou de commandite provenant d’institutions d'enseignement privées du primaire, du secondaire et du collégial ou d'institutions d'enseignement provenant de l'extérieur du Québec.
En novembre 2017, Thierry Vandal et Hydro-Québec sont cités dans les Paradise Papers. Il est notamment nommé en lien avec l’entreprise Hydro-Québec International China, enregistrée aux Bermudes par Appleby.

## Engagement social
- 2008 à…– Membre du Conseil des gouverneurs de Centraide du Grand Montréal[21].
- 2007 – Coprésident la Campagne annuelle Centraide du Grand Montréal[22].
- 2006 à… – Membre du conseil d'administration de HEC Montréal et du conseil des gouverneurs de l’Université McGill[23].
- 2003 à 2005 – Membre de la Fondation de Polytechnique[24].

## Honneurs
- 2012 – Titre de Personnalité canadienne de l’année dans le domaine de l’énergie décerné par le Conseil canadien de l’énergie[réf. souhaitée].
- 2012 – Doctorat honorifique de l’Institut national des sciences appliquées (INSA)] de Lyon, France.
- 2007 – Doctorat honorifique de l’École Polytechnique de Montréal[25].
- 2007 – MBA de l’année remis par l’Association des MBA du Québec[26].
- 2007 – Doctorat honorifique de l’Université de Montréal[27].